# Würzel
Würzel, właśc. Michael Burston (ur. 23 października 1949, zm. 9 lipca 2011) – angielski muzyk, kompozytor i gitarzysta. Michael Burston popularność zyskał jako gitarzysta formacji Motörhead w której występował w latach 1984–1995. Wraz z zespołem nagrał m.in. sześć albumów studyjnych: Orgasmatron (1986), Rock ’n’ Roll (1987), 1916 (1991), March ör Die (1992), Bastards (1993) oraz Sacrifice (1995). Nagrał także dwa albumu solowe: Bess z 1987 roku oraz wydany w 1998 roku Chill Out Or Die (The Ambient Album).
Michael Burston zmarł 9 lipca 2011 roku.